# Krasnapolsky
Krasnapolsky, også kaldet Café Kras, var en café og natklub i Vestergade i Indre By i København.
Stedet blev grundlagt af brødrene Gregers og Michael Bjørn Hansen, Charlotte Breum og Anders Linnet. Det åbnede 19. april 1984 og var særlig i 1980'erne et af byens mest populære steder. Krasnapolsky havde skiftende kunstudstillinger. Frem til 1996 drev Anders Linnet stedet. 
Stedet blev overdraget 29. december 2012 af indehaver Marco Til RECOM. I dag rummer lokalerne cocktailbaren Butchers.